# Bouxwiller (Alto Reno)
Bouxwiller (Buchsweiler in tedesco, Buxwiller o Busswiller in alsaziano) è un comune francese di 429 abitanti situato nel dipartimento dell'Alto Reno nella regione del Grand Est.

## Società

### Evoluzione demografica
Abitanti censiti